# Zofia Stępkowska
Zofia Marianna Teresa Stępkowska (po szwedzku: Stebnowska lub Stempkosta) (ur. 1753, zm. 16 lutego 1848 w Drottningholm) – polska śpiewaczka operowa, aktorka i harfistka.
Należała do utalentowanych artystów Opery Królewskiej w Sztokholmie w okresie panowania króla Gustawa III. Poślubiła śpiewaka tejże opery Christoffera Christiana Karstena i była też babką sławnej baletnicy Marii Taglioni.

## Biografia i kariera
Zofia Stępkowska została zapamiętana jako „doskonała harfistka”, do Szwecji przybyła z Paryża, w towarzystwie Thomasa Wroughtona brytyjskiego ambasadora w Szwecji, z którym była wówczas związana.
W roku 1781 poślubiła szwedzkiego śpiewaka operowego Christoffera Christiana Karstena. W grudniu 1782 została wyznaczona pierwszą aktorką i solistką Królewskiej Opery Szwedzkiej w Sztokholmie, i pozycję tę utrzymała przez 21 lat. Po ślubie parze została oddana willa Canton w Drottningholm. Chociaż nie była wymieniana w szeregu primadonn, plasowała się zawsze tuż za nimi (m.in. Elisabeth Olin i Caroline Frederikke Müller) w latach 80. i 90. XVIII wieku).
Zofia była też aktywna jako muzyk, znamy opis jednego z jej publicznych koncertów z marca 1795, w czasie którego grała na harfie, a jej mąż i Marie Louise Marcadet śpiewali; najpierw każde z osobna, a potem muzykowali wspólnie. Po 1803 nie była już pierwszą aktorką, a w roku 1806 wraz z mężem opuścili swe pozycje po tymczasowym zamknięciu opery.
Gustav Löwenhielm wspomniał jej znaczenie w XIX wieku podczas dyskusji o zatrudnieniu obcych artystów, wskazując, że Opera Królewska i Królewski Teatr Dramatyczny opierały się w swych początkach na obcokrajowcach:
„Czy to niemożliwe, by zaangażować pana Berga i pannę Schoultz? – Ogólnie, nie widzę, jak możemy uniknąć zatrudnienia na wpół obcokrajowców. Teatr Narodowy Gustawa III rozpoczął od Dunki Müller, Francuzki pani Marcadet, Niemki Stading Mamsell, Niemki Lovisy Augusti i Polki pani Karsten. Te panie zajęły naszą scenę i utrzymały się od założenia opery i przedwczesnego odejścia Elisabeth Olin w początku lat 80. XVIII wieku, aż do roku 1800, kiedy szkoła Anne Marie Milan Desguillons wykreowała Jeanette Wässelius wraz z celeris.”
Zofia Stępkowska miała dwie córki: Sophie Karsten, pierwszą tancerkę w operze w latach 1805–1806 i matkę baleriny Marii Taglioni; oraz Elisabeth Karsten, która poślubiła Rosjanina i została malarką.